# 伊藤利夫
伊藤 利夫（いとう としお、1922年5月10日 - 2011年7月20日）は、岐阜県岐阜市生まれのプロ野球選手（外野手）、高校野球監督。

## 来歴
旧制岐阜中学校から早稲田大学第2高等学院に入学。1943年10月16日に行われた出陣学徒壮行早慶戦（最後の早慶戦）では8番右翼で先発出場している。
早稲田大学卒業後は、大日本土木で1946年と1947年の都市対抗野球大会連覇に貢献。
1950年、前年暮れに創設されたばかりの近鉄パールスへ入団しプロ入り。創設メンバーとして2年間で97試合に出場、打率.263、本塁打1本、打点23、盗塁9を記録していた。1950年7月20日の対阪急ブレーブス戦では、阿部八郎に9回2死までノーヒットノーランに抑えられていたが、それを阻止する安打を放っている。1952年に阪急へ移籍し、同年引退。
翌1953年から母校である岐阜高校野球部で監督を務め、森昌彦らを率いて1954年の全国高校野球選手権大会と翌1955年の全国高校野球選抜大会に出場するが、いずれも1回戦敗退。
2011年7月20日、心不全のため岐阜市の病院で死去。89歳没。

## 詳細情報

### 年度別打撃成績
| 年 度     | 球 団     | 試 合 | 打 席 | 打 数 | 得 点 | 安 打 | 二 塁 打 | 三 塁 打 | 本 塁 打 | 塁 打 | 打 点 | 盗 塁 | 盗 塁 死 | 犠 打 | 犠 飛 | 四 球 | 敬 遠 | 死 球 | 三 振 | 併 殺 打 | 打 率 | 出 塁 率 | 長 打 率 | O P S |
| --------- | --------- | ----- | ----- | ----- | ----- | ----- | -------- | -------- | -------- | ----- | ----- | ----- | -------- | ----- | ----- | ----- | ----- | ----- | ----- | -------- | ----- | -------- | -------- | ----- |
| 1950      | 近鉄      | 72    | 209   | 188   | 26    | 51    | 8        | 2        | 1        | 66    | 19    | 9     | 4        | 3     | --    | 16    | --    | 2     | 41    | 5        | .271  | .335     | .351     | .686  |
| 1951      | 近鉄      | 25    | 26    | 25    | 2     | 5     | 1        | 0        | 0        | 6     | 4     | 0     | 2        | 1     | --    | 0     | --    | 0     | 1     | 0        | .200  | .230     | .200     | .430  |
| 1952      | 阪急      | 23    | 23    | 20    | 3     | 2     | 1        | 0        | 0        | 3     | 0     | 0     | 0        | 0     | --    | 3     | --    | 0     | 1     | 1        | .100  | .217     | .150     | .367  |
| 通算：3年 | 通算：3年 | 120   | 258   | 233   | 31    | 58    | 10       | 2        | 1        | 75    | 23    | 9     | 6        | 4     | --    | 19    | --    | 2     | 43    | 6        | .249  | .313     | .322     | .635  |

### 記録
その他の記録
- 新人デビューからの連続試合安打：10（1950年）※加藤豪将と並び2リーグ制以降のプロ野球記録

### 背番号
- 23 （1950年 - 1951年）
- 25 （1952年）